# سيرجي كازاكوف
سيرجي كازاكوف (بالروسية: Казаков, Сергей Николаевич)‏ (مواليد 8 يوليو 1976) هو ملاكم روسي، مثّل بلاده في الألعاب الأولمبية الصيفية في دورتي 2000 و2004.

## روابط خارجية
سيرجي كازاكوف على موقع أوليمبيديا (الإنجليزية)